# Vân Môn tông

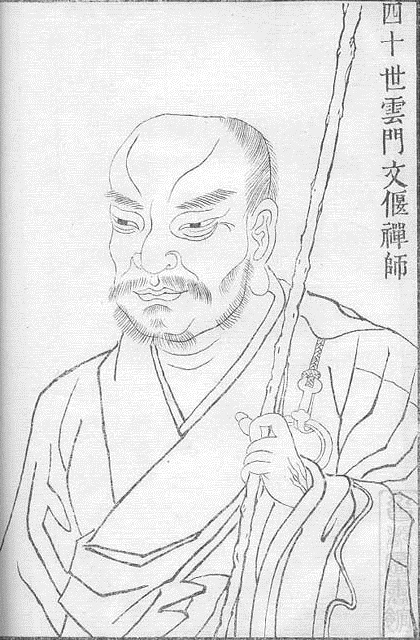
Thiền sư Vân Môn Văn Yển, tổ sáng lập Vân Môn tông.

Vân Môn tông (zh. 雲門宗, ja. Unmon-shū) là một thiền phái thuộc Ngũ gia thất tông - Thiền tông Trung Quốc, do Thiền sư Vân Môn Văn Yển - pháp tử của Thiền sư Tuyết Phong Nghĩa Tồn sáng lập. Tông này phát triển mạnh vào dưới đời Tống song song cùng với tông Lâm Tế, nhưng đến đời Nam Tống thì suy yếu và hoàn toàn thất truyền dưới đời Nguyên (chỉ tồn tại khoảng 200 năm).

## Lịch sử
Sơ khai, Thiền sư Vân Môn Văn Yển đến tham vấn nơi Thiền sư Mục Châu Đạo Túng (zh. 睦州道蹤, giữa tk. 9) và đại ngộ, sau ông lại đến yết kiến Thiền sư Tuyết Phong Nghĩa Tồn bèn thấu được áo chỉ (triệt ngộ) và nối pháp Tuyết Phong. Gia phong của Thiền sư Mục Châu thì mãnh liệt, bén nhọn còn gia phong của Thiền sư Tuyết Phong thì ôn hòa, huyền ảo. Vân Môn kế thừa sở trường của cả hai vị này và đến hoằng pháp tại Vân Môn Sơn Quang Thái Thiền Viện (zh. 雲門山光泰禪院) ở Thiều Châu, tỉnh Quảng Đông. Môn đệ của Vân Môn rất đông (hơn 1000 đệ tử, trong đó có 61 người nối pháp). Họ kế thừa tông phong của Vân Môn và truyền bá khắp thiên hạ, hình thành nên một tông phái riêng gọi là Vân Môn tông.

Đến đầu đời Tống, do Quy Ngưỡng tông bị thất truyền nên Thiền tông chỉ còn 4 tông tồn tại là Lâm Tế, Tào Động, Vân Môn và Pháp Nhãn. Trong đó tông Vân Môn cùng với tông Lâm Tế và tông Pháp Nhãn là phát triển nhất, phía tông Tào Động khá suy vi. Lúc này, ảnh hưởng của tông Vân Môn mở rộng ra cả xã hội thượng tầng.Trong bài tựa của bộ Kiến Trung Tịnh Quốc Tục Đăng Lục (1101), Vua Tống Huy Tông cho rằng: "Chỉ cần hai tông Lâm Tế và Vân Môn là đã bao gồm hết thiên hạ." Như vậy, vào thời Bắc Tống (960-1127), tông Vân Môn cũng hưng thịnh không thua kém gì tông Lâm Tế và nó chỉ suy thoái dần dần vào cuối thời kỳ này.

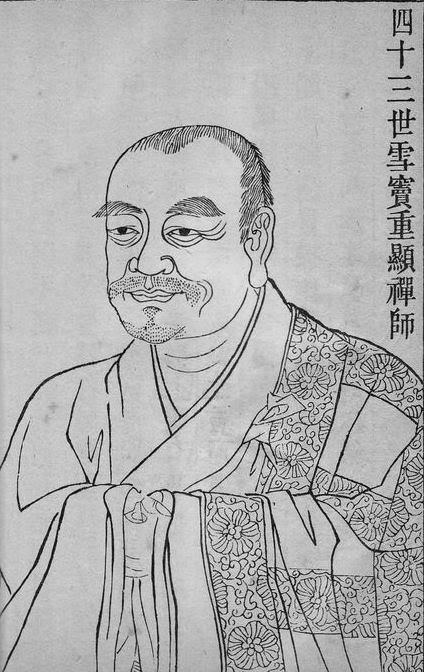
Thiền sư Tuyết Đậu Trọng Hiển, vị Thiền sư nổi danh của tông Vân Môn.

Các Thiền sư nổi tiếng của tông này có Đức Sơn Duyên Mật (zh. 德山縁密), Hương Lâm Trừng Viễn, Song Tuyền Sư Khoan (zh. 雙泉師寛), Động Sơn Thủ Sơ (zh. 洞山守初, 910-990) là những người đã kế thừa Vân Môn Văn Yển xuất sắc và phát triển mạnh tông phong vào đầu đời Tống. Đệ tử của Đức Sơn Duyên Mật là Văn Thù Ứng Chân (zh. 文殊應眞), đệ tử của Song Tuyền Sư Khoan là Ngũ Tổ Sư Giới (zh. 五祖師戒), đệ tử của Hương Lâm Trừng Viễn là Tuyết Đậu Trọng Hiển đã nối tiếp thành công truyền thống của thầy họ. Đặc biệt, Thiền sư Tuyết Đậu Trọng Hiển là nhân vật nổi tiếng nhất về tài năng văn học Thiền với tác phẩm nổi danh Bích Nham Lục. Đệ tử của Tuyết Đậu Trọng Hiển có Thiền sư Thiên Y Nghĩa Hoài là người đặt nền móng cho sự trùng hưng của tông Vân Môn. Ngoài ra cũng có Thiền sư Phật Ấn Liễu Nguyên là người có quan hệ thân thiết với nhà thơ Tô Đông Pha nổi tiếng và hai người đã để lại khá nhiều giai thoại mang tính triết lý cho đời sau.
Một số Thiền sư của tông Vân Môn như Thiên Y Nghĩa Hoài, Huệ Lâm Tông Bản, Từ Thụ Hoài Thâm (zh. 慈受懷深, 1077-1131/1132) và Trường Lô Tông Trách (zh. 長蘆宗賾) có thái độ cởi mở đối với giáo lý Tịnh Độ tông và điều này đã góp phần đặt nền móng cho sự phát triển của xu hướng Thiền-Tịnh song tu đời sau. Như Thiền sư Trường Lô Tông Trách vì ngưỡng mộ Lô Sơn Liên Xã (Bạch Liên Xã, do Sơ tổ Tịnh độ tông Trung Quốc Huệ Viễn (334-416) lập năm 402) nên đã thành lập tổ chức Liên Hoa Thắng Hội .
Thời kỳ nhà Tống cũng diễn ra một số cuộc tranh luận kịch liệt giữa Thiền tông và Thiên Thai tông. Phía tông Vân Môn có xảy ra cuộc tranh luận giữa Tử Phưởng (zh. 子昉, thuộc Thiên Thai tông) với Phật Nhật Khế Tung (zh. 佛日契嵩, 1007-1072, thuộc Vân Môn tông). Theo đó, Tử Phưởng cho rằng thuyết "Nhị thập bát tổ" của Thiền tông là nguỵ tạo, mê hoặc lòng người nên Phật Nhật Khế Tung đã soạn Tổ Thuyết (Giải thích về chư tổ) và Chỉ Ngoa (Ngừng việc nói nhảm nhí) để phản bác lại.
Tới thời kỳ Nam tống (1127–1279), tông Vân Môn bị suy yếu. Về hoạt động nổi bật  thời kỳ này của tông này chỉ có tác phẩm Gia Thái Phổ Đăng Lục (1204) do Thiền sư Lôi Am Chính Thụ (zh. 雷庵正受, 1147-1209) biên soạn. Từ cuối nhà Nam Tống sang đầu nhà Nguyên thì pháp hệ của tông Vân Môn đã thất truyền và không còn thấy ghi chép nữa. Vị Thiền sư cuối cùng được ghi chép lại trong phổ hệ là Thiền sư Dĩ Am Thâm Tịnh (zh. 已庵深凈, đời thứ 11).

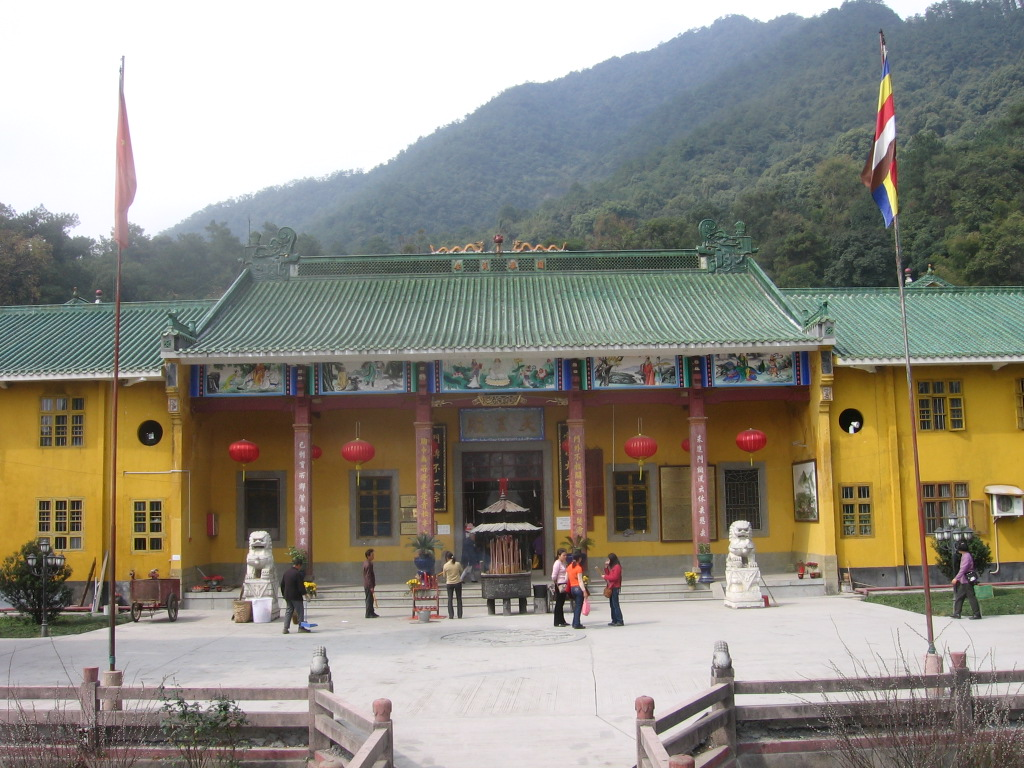
Vân Môn Thiền tự, tổ đình Vân Môn Tông, do Thiền sư Hư Vân khôi phục lại.

Cận đại, Thiền sư Hư Vân là người chủ trương khôi phục lại tông Quy Ngưỡng, Vân Môn và Pháp Nhãn vốn đã thất truyền từ lâu. Đối với tông Vân Môn, ông có công lao to lớn trong việc khôi phục lại Vân Môn tự bị đổ nát vốn là tổ đình của tông này. Để phục hồi lại truyền thừa, Thiền sư Hư vân nguyện nối tiếp Thiền sư Dĩ Am Thâm Tịnh làm truyền nhân đời thứ 12 của tông Vân Môn và truyền pháp cho đệ tử là Thiền sư Diệu Tâm Phật Nguyên (zh. 妙心佛源 Miaoxin Foyuan, 1923–2009) nối pháp tông Vân Môn đời thứ 13 vào ngày 3 tháng 8 năm 1951. Thiền sư Phật Nguyên được Hư Vân giao phó lại  trách nhiệm trụ trì tổ đình Vân Môn tông và truyền bá Vân Môn tông. Ngoài ra Thiền sư Hư Vân còn truyền pháp tông Vân Môn cho các vị như Hòa thượng Diệu Vân Phật Bảo (zh. 妙云佛宝 Miaoyun Fobao, 1911–1951), Diệu Từ Pháp Vân (zh. 妙慈法云 Miaoci Fayun, ?-2003),  Diệu Tông Tịnh Huệ (zh. 妙宗净慧 Miaozong Jinghui, 1933–2013)...
Bài kệ truyền pháp tông Vân Môn gồm 56 chữ do Thiền sư Hư Vân sáng tác là:
Hán Văn
深 演 妙 明 耀 乾 坤
湛 寂 虛 懷 海 印 容
清 淨 覺 圓 懸 智 鏡
慧 鑒 精 真 道 德 融
慈 悲 喜 捨 昌 普 化
宏 開 拈 花 續 傳 燈
繼 振 雲 門 關 一 旨
惠 澤 蒼 生 法 雨 隆
Phiên âm
Thâm Diễn Diệu Minh Diệu Càn Khôn　
Trạm Tịch Hư Hoài Hải Ấn Dung
Thanh Tịnh Giác Viên Huyền Trí Kính
Huệ Giám Tinh Chân Đạo Đức Dung
Từ Bi Hỷ Xả Xương Phổ Hóa
Hoằng Khai Niêm Hoa Tục Truyền Đăng
Kế Chấn Vân Môn Quan Nhất Chỉ
Huệ Trạch Thương Sinh Pháp Vũ Long.

## Đặc trưng
Nói về đặc điểm của tông Vân Môn, Thiền sư Cao Phong Nguyên Diệu đời Nguyên mô tả Thiền phong của tông Vân Môn là "cao sang cổ kính". Còn trong Ngũ Gia Tham Tường Yếu Lược Môn (1788) của Tôrei Enji (Đông Lĩnh Viên Từ, 1721-1791), đặc trưng bởi khuynh hướng dùng ngành nghề thế tục để nói về các tông phái Thiền, Enji ví tông này với nhà vua hay "thiên tử" (Vân Môn thiên tử). Ý nói cơ phong tiếp dẫn người học của tông này sắc bén thẳng tắp, ngữ cú đơn giản và phương tiện giáo hóa dứt khoát hơn các tông còn lại.

## Tranh cãi
Thiền sư Tuyết Kiều Viên Tín, người sống vào cuối vào cuối đời Minh và đầu đời Thanh, đã tuyên bố mình là người nối pháp của Vân Môn tông. Mặc dù sự thật Vân Môn tông đã thất truyền từ cuối đời Tống và bản thân ông xuất gia với Thiền sư Huyễn Hữu Chính Truyền nên theo lẽ phải thuộc truyền thừa của tông Lâm Tế. Khi Thiền sư Mộc Trần Đạo Mân (đệ tử của Mật Vân Viên Ngộ, vai vế cháu gọi Viên Tín là sư thúc/ sư bá) biên soạn bộ Thiền Đăng Thế Phổ (zh. chandeng shifu), Đạo Mân đã liệt Viên Tín vào pháp hệ của tông Lâm Tế vào sau đó Viên Tín đã gửi thư yêu cầu Đạo Mân xóa tên mình ra khỏi pháp hệ tông Lâm Tế, lý do ông đưa ra là vì ông ngưỡng mộ Thiền phong của Tổ Vân Môn Văn Yến và ông đạt được khai ngộ nhờ đọc Vân Môn Lục nên đã tự xem mình là pháp tử của tông Vân Môn. Thiền sư Phí Ẩn Thông Dung (cũng là đệ tử của Mật Vân Viên Ngộ) trong một số lá thư gửi cho các đệ tử văn nhân đã đưa Thiền sư Viên Tín vào một trong những vị Thiền sư không rõ về truyền thừa. Khi Vua Thuận Trị đàm đạo với Mộc Trân Đạo Mân vào năm 1659 ở điện Vạn Thiện (lúc này Thiền sư Viên Tín đã qua đời), vua đã bày tỏ sự yêu thích về Thiền sư Viên Tín và hỏi Mộc Trần Đạo Mân lý do tại sao danh tính vị này lại bị bỏ quên trong pháp hệ truyền thừa Thiền tông. Do đó, Đạo Mân đã thêm lại tên của Thiền sư Viên Tín vào Thiền Đăng Thế Phổ, thuộc đời thứ 30 tông Lâm Tế, bất chấp việc Thiền sư Viên Tín khi còn sống tuyên bố mình là người nối pháp của Vân Môn tông.      
Trường hợp về sự tuyên bố truyền thừa Vân Môn tông trên của Thiền sư Viên Tín đã thể hiện cho khuynh hướng truyền pháp từ xa (đại phó), cho phép một người có sự liên kết, cộng hưởng hay ngộ đạo nhờ đọc ngữ lục  của một vị tổ sư Thiền nào đó tuyên bố nối pháp từ vị đó dù cả hai sống vào thời gian khác nhau. Hình thức này đã có từ dưới đời Tống thông qua trường hợp Thiền sư Đầu Tử Nghĩa Thanh trở thành pháp tử của Thiền sư Thái Dương Cảnh Huyền dù cả hai chưa từng gặp mặt. Tới cuối đời Minh, hình thức này xuất hiện trở lại với trường hợp điển hình của Thiền sư Viên Tín.  

## Pháp hệ truyền thừa
1/ Thiền sư Vân Môn Văn Yển (zh. 雲門文偃, 864-949), tổ sáng lập. 
2/ Thiền sư Song Tuyền Nhân Úc (zh. 雙泉仁郁)
3/ Thiền sư Đức Sơn Huệ Viễn (zh. 德山慧遠)
4/ Thiền sư Khai Tiên Thiện Xiêm (zh. 開先善暹)
5/ Thiền sư Phật Ấn Liễu Nguyên (zh. 佛印了元, 1032-1098)
2/ Thiền sư Song Phong Quảng Ngộ (zh. 雙峰竟欽, 910-977/978)
2/ Thiền sư Phụng Tiên Đạo Thâm (zh. 奉先道琛)
3/ Thiền sư Liên Hoa Phong Tường (zh. 蓮華峯祥)
3/ Thiền sư Tường Phù Vân Khoát (zh. 祥符雲豁)
4/ Thiền sư Định Quang Viên Ứng (zh. 定光圓應, 934-1105/1106)
2/ Thiền sư Ba Lăng Hạo Giám (zh. 巴陵顥鑒)
2/ Thiền sư Động Sơn Thủ Sơ (zh. 洞山守初, 910-990)
3/ Thiền sư Nam Nhạc Lương Nhã (zh. 南岳良雅)
4/ Thiền sư Tiến Phúc Thừa Cổ (zh. 薦福承古, ?-1045)
2/ Thiền sư Đức Sơn Duyên Mật (zh. 德山縁密)
3/ Thiền sư Văn Thù Ứng Chân (zh. 文殊應眞)
4/ Thiền sư Động Sơn Hiểu Thông (zh. 洞山曉聰,?-1030)
5/ Thiền sư Phật Nhật Khế Tung (zh. 佛日契嵩, 1007-1072)
2/ Thiền sư Song Tuyền Sư Khoan (zh. 雙泉師寛)
3/ Thiền sư Ngũ Tổ Sư Giới (zh. 五祖師戒)
4/ Thiền sư Lặc Đàm Hoài Trừng (zh. 泐潭懷澄)
5/ Thiền sư Dục Vương Hoài Liễn (zh. 育王懷璉, 1010-1090/1091)
5/ Thiền sư Cửu Phong Giám Thiều
6/ Thiền sư Đại Hải Pháp Anh (? - 1131)
2/ Thiền sư Hương Lâm Trừng Viễn (zh. 香林澄遠, 908-987)
3/ Thiền sư Trí Môn Quang Tộ (zh. 智門光祚)
4/ Thiền sư Tuyết Đậu Trọng Hiển (zh. 雪竇重顯, 980-1052)
5/ Thiền sư Thảo Đường (zh. 草堂, 997-1047), tổ sáng lập Thiền phái Thảo Đường tại Việt Nam.
5/ Thiền sư Thiên Y Nghĩa Hoài (zh. 天衣義懷, 993-1064)
6/ Thiền sư Viên Chiến Tông Bản (zh. 圓照宗本; ?-1099)
7/ Thiền sư Trường Lô Sùng Tín (zh. 長蘆崇信)
8/ Thiền sư Từ Thọ Hoài Thâm (zh. 慈受懷深, 1077-1131/1132)
9/ Thiền sư Linh Ẩn Huệ Quang (zh. 寂室慧光)
10/ Thiền sư Trung Trúc Nguyên Diệu (zh. 癡禪元妙, 1111-1164/1165)
11/ Thiền sư Dĩ Am Thâm Tịnh (zh. 已庵深凈)
12/ Thiền sư Hư Vân Diễn Triệt (zh. 虛雲演彻 Xuyun Deqing, 1840-1959)
13/ Hòa thượng Diệu Tâm Phật Nguyên (zh. 妙心佛源 Miaoxin Foyuan, 1923–2009)
13/ Hòa thượng Diệu Vân Phật Bảo (zh. 妙云佛宝 Miaoyun Fobao, 1911–1951)
13/ Hòa thượng Diệu Từ Pháp Vân (zh. 妙慈法云 Miaoci Fayun, ?-2003)
13/ Hòa thượng Diệu Tông Tịnh Huệ (zh. 妙宗净慧 Miaozong Jinghui, 1933–2013)
7/ Thiền sư Pháp Vân Thiện Bản (zh. 法雲善本, 1035-1109/1110)
8/ Thiền sư Diệu Trạm Tư Huệ (zh. 妙湛思慧, 1071-1145)
9/ Thiền sư Nguyệt Đường Đạo Xương (zh. 月堂道昌, 1089-1171)
10/ Thiền sư Lôi Am Chính Thụ (zh. 雷庵正受, 1147-1209)
6/ Thiền sư Viên Thông Pháp Tú (zh. 圓通法秀, 1027-1090)
7/ Thiền sư Phật Quốc Duy Bạch (zh. 佛國惟白)
8/ Thiền sư Kiền Minh Vĩnh Nhân (zh. 乾明永因)
7/ Thiền sư Huệ Nghiêm Tông Vĩnh (zh. 慧嚴宗永)
6/ Thiền sư Trường Lô Ứng Phu (zh. 長蘆應夫)
7/ Thiền sư Trường Lô Tông Trách (zh. 長蘆宗賾)
8/ Thiền sư Huyền Sa Trí Chương (zh. 玄沙智章)
6/ Thiền sư Văn Huệ Trọng Nguyên (zh. 文慧重元)
7/ Thiền sư Nguyên Phong Thanh Mãn (zh. 元豐清滿)
8/ Thiền sư Viên Giác Tông Diễn (zh. 圓覺宗演)
9/ Thiền sư Phụng Sơn Đạo Chiểu (zh. 鳳山道沼)
9/ Thiền sư Tây Thiền Huệ Thuấn (zh. 西禪慧舜)